# Saugerties (Nueva York)
Saugerties es un pueblo ubicado en el condado de Ulster en el estado estadounidense de Nueva York. En el año 2000 tenía una población de 19,868 habitantes y una densidad poblacional de 119 personas por km².

## Geografía
Saugerties se encuentra ubicado en las coordenadas 42°4′34″N 73°57′0″O / 42.07611, -73.95000. Según la Oficina del Censo, la ciudad tiene un área total de 176,2 km² (68,0 mi²), de la cual 167,2 km² (64,6 mi²) es tierra y 9 km² (3,5 mi²) (5.13%) es agua.

## Demografía
Según la Oficina del Censo en 2000 los ingresos medios por hogar en la localidad eran de $42,401, y los ingresos medios por familia eran $50,033. Los hombres tenían unos ingresos medios de $36,400 frente a los $25,025 para las mujeres. La renta per cápita para la localidad era de $20,374. Alrededor del 8.2% de la población estaban por debajo del umbral de pobreza.